# Giggi Pizzirani
Giggi Pizzirani (Roma, 1870 – Roma, 1946) è stato un poeta italiano, autore di poesie romanesche.

## Biografia
Scrisse versi in dialetto romanesco, tra cui i sonetti de "La disfida di Barletta", pubblicati nel 1896, "Quo Vadise?", del 1900, la commedia Ghetanaccio, del 1924 e altre opere.
Sua anche "Sotto il naso della Lupa", pubblicata nel 1928, una raccolta di leggende, tradizioni e curiosità romane.
Fu dal 1900 redattore capo del Rugantino di cui divenne direttore dal 1937, direzione lasciata nel 1944.